# José Eulogio Garrido
José Eulogio Garrido Espinoza (Huancabamba, 11 de marzo de 1888 - Trujillo, 22 de julio de  1967) fue un escritor, catedrático universitario y periodista peruano, además de estudioso del folclore y del pasado cultural del norte del Perú.

## Biografía
Fue hijo de Daniel R. Garrido y Gerarda Espinoza. Su madre falleció cuando apenas tenía cuatro meses de edad. Concluida su educación primaria, su padre lo envió a Trujillo (La Libertad), donde estudió en el Colegio Seminario San Carlos y San Marcelo, entre 1902 y 1905. Luego cursó estudios superiores en las facultades de Letras y Jurisprudencia de la Universidad Nacional de Trujillo, y aunque completó los respectivos ciclos, optó por el periodismo. 
Fue redactor del diario La Industria de Trujillo desde 1910 y su director entre 1929 y 1946. Fundó la revista literaria El Iris (1913), desde donde reclamó la fundación de un Museo para Trujillo. Entre 1915 y 1917 fue partícipe de la juvenil bohemia de Trujillo, conocida luego como el Grupo Norte, que reunió a lo mejor de la intelectualidad lugareña, como Antenor Orrego, Alcides Spelucín, César Vallejo, Juan Espejo Asturrizaga, Macedonio de la Torre y Víctor Raúl Haya de la Torre, a quienes muchas veces acogió cálidamente en su propia casa. Junto con Orrego se convirtió en el animador de las inquietudes literarias del grupo. Gran amigo de César Vallejo, este le dedicó su poema "Bajo los álamos" de Los heraldos negros (1919).
En 1916 fue presidente del Centro Universitario de La Libertad. Entre 1921 y 1922 editó la revista Perú. Entre 1927 y 1929 colaboró en la revista Amauta fundada por José Carlos Mariátegui.
En 1930 se radicó en Moche, donde se dedicó con pasión al estudio del folclor local. Llegó a ser alcalde de dicha población en 1942. Tras graduarse de bachiller en Humanidades (1946), fue nombrado director del Museo Arqueológico de la Universidad Nacional de Trujillo, cargo que ejerció de 1949 a 1963. Simultáneamente se encargó de la edición de la revista especializada Chimor (1953-1961) y de la cátedra de Arqueología Peruana (1946-1963). 
En 1957 el Concejo Provincial de Piura lo distinguió con una medalla de oro en honor a su sobresaliente participación en el campo de la arqueología, letras y periodismo. Al año siguiente el Ministerio de Educación lo nombró su representante ante la Comisión encargada de la Casa de la Cultura de Piura.
Ya retirado de las labores universitarias, se encargó de la creación de la Escuela de Bellas Artes de Trujillo, fundando para el efecto un Patronato de Artes del que sería su primer Presidente.
Murió el 22 de julio de 1967, en Trujillo, a la edad de 79 años.

## Obras literarias

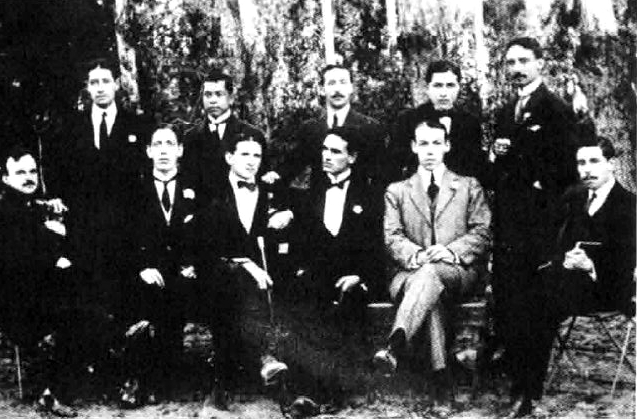
La “bohemia trujillana”. 1916. Garrido es el primero de los sentados, de izquierda a derecha.

De su variada y dispersa obra literaria mencionaremos: 
- Carbunclos  (http://ugelhuancabamba.gob.pe/images/stories/Carbunclos.pdf Archivado el 8 de febrero de 2017 en Wayback Machine.()1946) con prólogo de Nicanor de la Fuente Sifuentes (Nixa) e ilustraciones del pintor Camilo Blas. Es un libro casi autobiográfico que describe su infancia vivida en Huancabamba.
- Visiones de Chan Chan (1931) con ilustraciones del pintor José Sabogal. Es una obra paisajista que evoca su admiración por el legado cultural de los chimúes.
- El ande (1929 y 1949), libro poético donde captó la belleza del paisaje de Ancash y de la sierra norte. Con ilustraciones de Camilo Blas.

Son de destacar también sus crónicas periodísticas: entre 1930 y 1950 aparecieron en el diario La Industria de Trujillo las tituladas “Crónicas de andar y ver”, relatos de sus andanzas por el Perú. A estas crónicas se suman otros escritos como “Huanchaco”, “Moche” y sus artículos de tipo humorístico de nombre “Tonterías”.